# Garvamore Bridge
Die Garvamore Bridge, auch Garva Bridge (schottisch-gälisch Garbha) oder St George’s Bridge, ist eine Straßenbrücke nahe der schottischen Ortschaft Laggan in der Council Area Highland. 1971 wurde die Brücke in die schottischen Denkmallisten in der höchsten Denkmalkategorie A aufgenommen. Eine zusätzliche Einstufung als Scheduled Monument wurde 2016 aufgehoben.

## Geschichte
Im frühen 18. Jahrhundert leitete General Wade den Bau von Militärstraßen in Schottland. Hierbei entstanden über 400 Straßenkilometer und 40 Brücken. 1731 erreichte die von Dalwhinnie kommende Militärstraße die Monadhliath Mountains und wurde entlang eines Viehtriebs über den Corrieyairack Pass nach Fort Augustus geführt. Der Bau der Garvamore Bridge als Teil dieser Militärstraße wurde 1731 begonnen und im Folgejahr abgeschlossen. Die Baukosten sind nicht überliefert, jedoch fielen zum Bau von vier einbogigen und einer zweibogigen Brücke Kosten in Höhe von insgesamt 466 £ an. Bei der zweibogigen Brücke handelt es sich um die Garvamore Bridge. Im Laufe der Jahre wurde ihr Mauerwerk verstärkt. Die von Wade genutzte Bezeichnung St George’s Bridge wird heute nur selten genutzt. Vermutlich im Laufe des ersten Jahrzehnts nach dem Brückenbau entstanden in der Nähe die Garvamore Barracks. Anders als ihr Name vermuten lässt, handelte es sich dabei vermutlich um eine Wegestation entlang der Militärstraße.

## Beschreibung
Die Garvamore Bridge, befindet sich in einer dünn besiedelten Region der zentralen Highlands. Sie steht etwa neun Kilometer westlich von Laggan und zehn Kilometer südöstlich des Corrieyairack-Passes, über welchen die Militärstraße führte.
Der 54 Meter lange Mauerwerksviadukt überspannt den Oberlauf des Spey mit zwei ausgemauerten Segmentbögen aus behauenem Feldstein. Ihre Spannen betragen jeweils 13,7 Meter. Das zentrale Brückenfeld ruht auf einem breiten Pfeiler, der auf einer steinigen Zunge in der Flussmitte gründet. Aufgrund des weiten Abstands zwischen beiden Bögen entsteht der Eindruck, es handele sich um zwei miteinander verbundene Brücken. Wie üblich bei Wades Brücken, fassen hohe, gedeckte Brüstungen ein verhältnismäßig schmales Brückendeck ein. Bei der Garvamore Bridge handelt es sich um Wades erste zweibogige Brücke.

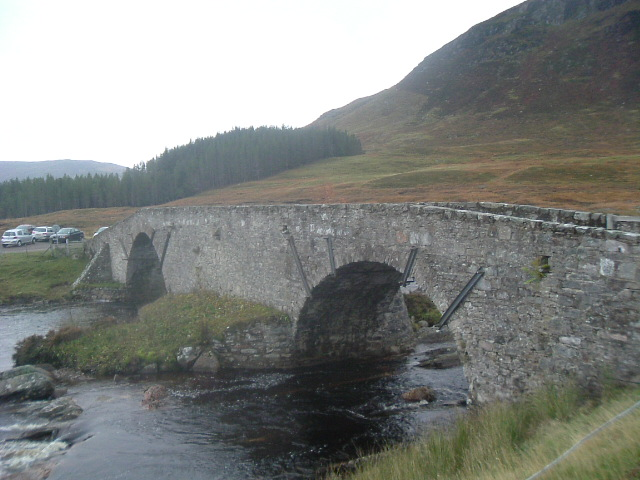
Blick von Norden
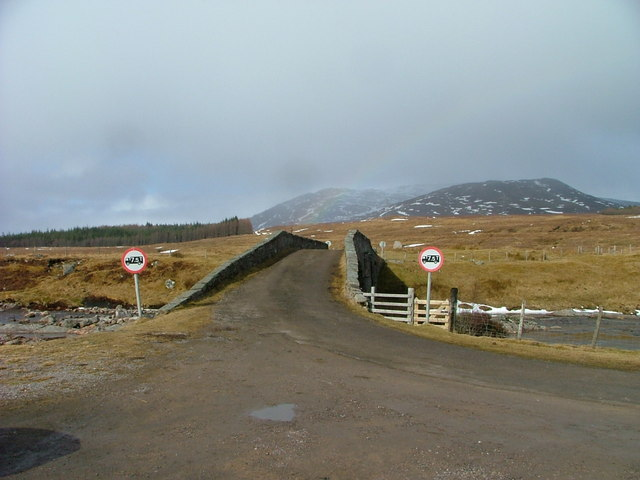
Blick über das Brückendeck
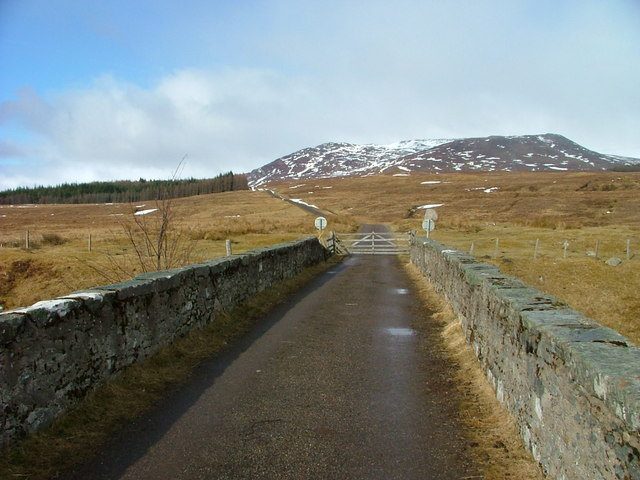
Hohe Brüstungen auf der Brücke